# Lithacodia costaricana
Lithacodia costaricana là một loài bướm đêm trong họ Noctuidae.